# Gura Ialomiței (gmina)
Gura Ialomiței – gmina w Rumunii, w okręgu Jałomica. Obejmuje miejscowości Gura Ialomiței i Luciu. W 2011 roku liczyła 2660 mieszkańców. 